# Russell Mark
Russell Andrew Mark  (ur. 25 lutego 1964 w Ballarat) – australijski strzelec sportowy, dwukrotny medalista olimpijski.
Specjalizuje się w strzelaniu ze strzelby śrutowej. Brał udział w sześciu igrzyskach na przestrzeni 24 lat (IO 88, IO 92, IO 96, IO 00, IO 08, IO 12). W 1996 zwyciężył w trapie podwójnym, był to debiut tej konkurencji w programie igrzysk. Cztery lata później zajął drugie miejsce. Startował również w tradycyjnym trapie. Był mistrzem świata indywidualnie (1994 i 1997) i w drużynie, zwyciężał w Igrzyskach Wspólnoty Narodów w 2006.